# Série de championnat de la Ligue américaine de baseball 1981
La Série de championnat de la Ligue américaine de baseball 1981 était la série finale de la Ligue américaine de baseball, dont l'issue a déterminé le représentant de cette ligue à la Série mondiale 1981, la grande finale des Ligues majeures de baseball.
Cette série trois de cinq a débuté le mardi 13 octobre 1981 et s'est terminée le jeudi 15 octobre 1981 par une victoire des Yankees de New York, trois parties à zéro, sur les Athletics d'Oakland.

## Contexte
La saison 1981 des Ligues majeures de baseball avait été interrompue pendant 50 jours en raison d'une grève des joueurs. Lors du retour au jeu, la ligue décida d'utiliser une formule peu conventionnelle pour cette saison seulement. Elle détermina que les équipes se trouvant en tête de leurs divisions au moment de l'arrêt de jeu seraient nommées championnes de la première moitié de saison, et accéderaient automatiquement aux séries éliminatoires. Les matchs restant au calendrier régulier serviraient à déterminer le classement des équipes pour la seconde moitié, qui couronnerait à son tour des champions dans les divisions Est et Ouest. Le baseball majeur avait prévu de permettre à un wild card (meilleur deuxième) de passer en séries si le champion d'une division s'avérait être le même lors des deux moitiés de la saison, mais cette éventualité ne se concrétisa pas.
Des Séries de divisions dans les ligues Américaine et Nationale eurent donc lieu exceptionnellement en 1981. Dès 1982, les ligues majeures retournèrent aux saisons régulières de 162 parties et à la formule régulière d'un seul tour éliminatoire avant la Série mondiale, et ce format fut celui privilégié jusqu'en 1995.

## Équipes en présence
Les Athletics d'Oakland remportèrent le championnat de la section Ouest de l'Américaine en première moitié de saison 1981 avec 37 victoires et 23 défaites. Les Athletics ont remis une fiche de 54-45 sur l'ensemble de la saison et participaient aux séries pour la première fois depuis 1975.
En Série de division, ils ont balayé en 3 matchs les champions de la deuxième moitié du calendrier régulier dans la division Ouest, les Royals de Kansas City.
Les Yankees de New York ont gagné le championnat de la division Est avec un rendement de 34-22 en première moitié de saison. Ils finirent cependant 6e sur sept équipes en seconde moitié. Leur dossier sur l'ensemble de 1981 fut de 59-48. Il s'agissait de leur deuxième qualification consécutive et de leur 5e en six ans. 
En Série de division, les Yankees ont eu besoin du maximum de cinq parties pour défaire les Brewers de Milwaukee, champions de l'Est au cours de la seconde moitié du calendrier.

## Déroulement de la série

### Calendrier des rencontres
| Match | Date       | Visiteur            | Hôte                | Score  |
| ----- | ---------- | ------------------- | ------------------- | ------ |
| 1     | 13 octobre | Athletics d'Oakland | Yankees de New York | 1 - 3  |
| 2     | 14 octobre | Athletics d'Oakland | Yankees de New York | 3 - 13 |
| 3     | 15 octobre | Yankees de New York | Athletics d'Oakland | 4 - 0  |

### Match 1
Mardi 13 octobre 1981 au Yankee Stadium, New York, NY.
| Athletics d'Oakland | 0 | 0 | 0 | 0 | 1 | 0 | 0 | 0 | 0 | 1 | 6 | 1 |
| Yankees de New York | 3 | 0 | 0 | 0 | 0 | 0 | 0 | 0 | X | 3 | 7 | 1 |
| Lanceurs partants : OAK : Mike Norris NYY : Tommy John Vic. : Tommy John (1-0) Déf. : Mike Norris (0-1) Sauv. : Rich Gossage (1) |   |   |   |   |   |   |   |   |   |   |   |   |

### Match 2
Mercredi 14 octobre 1981 au Yankee Stadium, New York, NY.
| Athletics d'Oakland | 0 | 0 | 1 | 2 | 0 | 0 | 0 | 0 | 0 | 3  | 11 | 1 |
| Yankees de New York | 1 | 0 | 0 | 7 | 0 | 1 | 4 | 0 | X | 13 | 19 | 0 |
| Lanceurs partants : OAK : Steve McCatty NYY : Rudy May Vic. : George Frazier (1-0) Déf. : Steve McCatty (0-1) HRs: NYY : Lou Piniella (1), Graig Nettles (1) |   |   |   |   |   |   |   |   |   |    |    |   |

### Match 3
Jeudi 15 octobre 1981 au Oakland-Alameda County Coliseum, Oakland, Californie.
| Yankees de New York | 0 | 0 | 0 | 0 | 0 | 1 | 0 | 0 | 3 | 4 | 10 | 0 |
| Athletics d'Oakland | 0 | 0 | 0 | 0 | 0 | 0 | 0 | 0 | 0 | 0 | 5  | 0 |
| Lanceurs partants : NYY : Dave Righetti OAK : Matt Keough Vic. : Dave Righetti (1-0) Déf. : Matt Keough (0-1) HRs : NYY : Willie Randolph (1) |   |   |   |   |   |   |   |   |   |   |    |   |

## Joueur par excellence
Avec une moyenne au bâton de ,500 (six coups sûrs en douze présences), Graig Nettles, des Yankees de New York, fut élu joueur par excellence de la Série de championnat 1981 de la Ligue américaine. Dans le deuxième match, où l'équipe new-yorkaise surclassa Oakland 13-3, Nettles frappa 4 coups sûrs en 4, dont un circuit de trois points.